# Duc de Beaufort (Angleterre)
Pour le titre français, voir Duc de Beaufort.
Le titre de duc de Beaufort fut créé dans la pairie d'Angleterre par Charles II en 1682 pour Henri Somerset, 3e marquis de Worcester, issu en ligne masculine naturelle de la Maison de Beaufort (branche bâtarde des Plantagenêts).
Les Beaufort étaient en effet descendants, en lignée mâle réputée naturelle, de Jean de Gand, fils cadet d'Édouard III d'Angleterre, époux en premières noces en 1359 de Blanche, duchesse de Lancastre et dame de Beaufort en Champagne. Ils furent les parents d'Henri IV, alors que les Beaufort sont issus de la liaison — ensuite légitimée par le troisième mariage du duc Jean en 1396 — avec Katherine Swynford de Roët. Le sang des Beaufort accéda au trône par les femmes avec les rois Edouard IV, Édouard V, Richard III, Henri VII, et tous les souverains britanniques à partir de là.
Beaufort se réfère au château de Beaufort en Champagne (aujourd'hui Montmorency-Beaufort). C'est le seul titre de duc encore actif qui tire son nom d'un lieu sis en dehors des îles Britanniques. Le château de Beaufort a été une possession de Jean de Gand, du chef de sa première femme la duchesse Blanche.
Les Somerset, faits ducs de Beaufort en 1682, sont les descendants directs des Beaufort (et donc des Plantagenêts) en lignée masculine naturelle car ils sont issus de Charles Somerset Ier comte de Worcester (fils naturel d'Henri Beaufort 2e/3e duc de Somerset et petit-neveu de Jeanne Beaufort ci-après). Ils sont aussi issus des Beaufort en lignée légitime féminine, par exemple par le mariage d'Henry 2e comte de Worcester (fils de Charles Somerset ci-dessus) avec Elisabeth Browne, dont la mère Lucy Neville était l'arrière-petite-fille de Ralph Neville et de Jeanne Beaufort la demi-sœur du roi Henri IV.
Le duc de Beaufort tient deux titres subsidiaires : marquis de Worcester (créé en 1642) et comte de Worcester (1514). Le titre de marquis de Worcester est utilisé comme titre de courtoisie par le fils aîné et héritier désigné du duc. Le titre comte de Glamorgan est utilisé par le fils aîné de l'héritier désigné. Le fils de ce dernier utilise le titre vicomte Grosmont. Aucun de ces deux derniers titres, toutefois, ne semblent avoir fait l'objet de création récente. Tous les titres subsidiaires sont dans la pairie d'Angleterre.
Le siège de la famille est Badminton House près de Chipping Sodbury dans le Gloucestershire.

## Marquis de Worcester (1642)
- 1642-1646 : Henry Somerset († 1646), comte de Worcester ;
- 1646-1667 : Edward Somerset (1601 – 1667), dit Lord Herbert de Raglan ;
- 1667-1700 : Henry Somerset (1629 – 1700). Créé duc de Beaufort en 1682 (voir ci-dessous).

## Ducs de Beaufort, première création (1682)
- 1682-1700 : Henry Somerset (1629 – 1700) ;
- 1700-1714 : Henry Somerset (1684 – 1714) ;
- 1714-1745 : Henry Scudamore (1707 – 1745) ;
- 1745-1756 : Charles Somerset (1709 – 1756) ;
- 1756-1803 : Henry Somerset (1744 – 1803) ;
- 1803-1835 : Henry Somerset (1766 – 1835) ;
- 1835-1853 : Henry Somerset (1792 – 1853) ;
- 1853-1899 : Henry Somerset (8e duc de Beaufort) (1824 – 1899) ;
- 1899-1924 : Henry Somerset (9e duc de Beaufort) (1847 – 1924) ;
- 1924-1984 : Henry Somerset (10e duc de Beaufort) (1900 – 1984) ;
- 1984-2017 : David Somerset (1928-2017) ;
- 2017-...       : Henry Somerset (12e duc de Beaufort) (né en 1952).
  - Héritier apparent : Robert Somerset, marquis de Worcester (né en 1989)
  - Héritier présomptif de l'héritier apparent : son frère, Lord Alexander Lorne Somerset (né en 1993).